# 安娜·卡瑟琳·格林
安娜·凯瑟琳·格林（Anna Katharine Green，1846年11月11日—1935年4月11日）是一位美国诗人和小说家，美国侦探小说开创者之一，以擅于写情节紧凑、滴水不漏的故事而著称。格林也常被称为“侦探小说之母”。

## 人物生平和作品
她于1846年11月11日在美国纽约的布鲁克林出生。
格林早前曾想过要写浪漫诗句，而且与拉尔夫·沃尔多·爱默生有书信来往。但是当她发现自己写的诗句得不到其他人的赞同时，她开始着手于写自己的第一部小说，也是最为人所知的《莱文沃思案例》（1878，The Leavenworth Case），得到了威尔基·柯林斯（Wilkie Collins）的肯定和赞赏，并且该书成为当年的热销书。
之后她成为了畅销书作家，最终出版了约40本书。
大学奥尔巴尼分校的埃伦·希金斯（Ellen Higgins）是个研究妇女和侦探小说的教授，他在1994年于一次在本宁顿学院（Bennington College）召开的以福尔摩斯为主题的国际会议上发表了一个有关「福尔摩斯的女对手」的论文演讲，该论文提供了另样的、在修正主义女性视角下的福尔摩斯。也正是希金斯把格林的作品载入编年史。而格林的《莱文沃思案例》早在亚瑟·柯南·道尔发表第一篇福尔摩斯系列侦探小说的10年前，便成为当时的最佳畅销书。希金斯说：“我发现后来的有些人因为不想看到妇女成为主宰者而对这一事实有些失望。”
格林成功地使侦探小说发展成为经典的模式，并且开创了侦探系列小说的时代。她书中的主要侦探是来自纽约警察局的埃比尼泽·古莱（Ebenezer Gryce），但古莱在连续三本书中被一名爱管闲事的老处女——阿米莉亚·巴特沃斯（Amelia Butterworth）所协助。而阿米莉亚也是马普尔小姐（Miss Marple）、西丽佛小姐（Miss Silver）和其他一些人物的原型。格林也是第一个大胆“雇佣”少女作侦探的作家。比如在《The Golden Slipper, and Other Problems for Violet Strange (1915)》一書中，有着谜一样身世的、初次进入社会的微兒蕾特·史特蘭奇。诚然，正如记者凯西·希克曼（Kathy Hickman）所说，格林“为模糊的小说流派贴上了鲜明的标签，而这影响了从阿加莎·克里斯蒂、柯南·道尔到当代专写悬疑侦探小说的作家”。除了刻画年老的处女和年轻的女性侦探，格林在故事情节的创新也包含在图书馆的尸体、把新闻剪报当做“线索”、验尸官的请求和司法官的出场。耶鲁法学院曾经引用她的作品来论证“单单依靠旁证会对事实造成极大的破坏”这个论题。写于1878年的第一本书《莱文沃思案例》在宾夕法尼亚参议院引发了一场关于“这本书到底怎样才算是真正完全出自女性之手”的辩论。
在某些方面，在她的那个时代，格林是个颇有野心的女人——在有男性作家主导的作品流派中占有不可小视的地位。但是格林并不认同与她同时代妇女的行为，而且她反对妇女拥有参政权。
在1884年11月25日，格林与小她7岁的查尔斯·罗荷夫斯（Charles Rohlfs）结婚。罗荷夫斯先前是个剧场演员兼壁炉设计师，后来成为声名显著的家具制造商。
罗荷夫斯曾在剧院巡回演出格林的《莱文沃思案例》。当他的演员生涯低谷到来时，在他成为一名家具制造商的1897年，他与格林开始一同合作设计家具。
他们育有1个女儿，罗莎蒙德（Rosamund）和2个后来成为试飞员的儿子——罗兰·罗荷夫斯和斯特林·罗荷夫斯。
在1935年4月11日，享年88岁的格林，逝世于纽约的布法罗市。

## 继承
在2002年，布法罗市文艺徒步之旅开展了每年一次的周末系列徒步之旅活动。精选的的作者有：马克·吐温（Mark Twain）、梅尔维尔（Melville）、F·斯科特· 菲茨杰拉德（F.Scott Fitzgerald）、泰勒·考德威尔（Taylor Caldwell）、格林以及其他作家。

## 作品篇目
- 《莱文沃思案例》（1878）[1]
- 《离奇失踪》（1880）

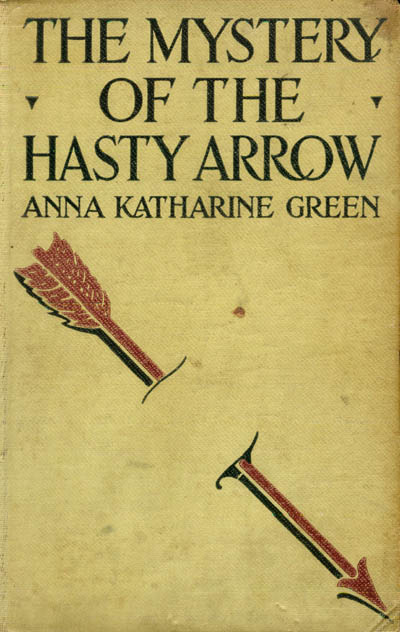
《急箭之谜》封面

- 《达摩克利斯之剑：一个关于纽约的故事》（1881）
- 《新娘的辩护等诗编》（1882）
- 《XYZ：一个侦探故事》（1883）
- 《手和环》（1883）
- 《米尔之谜》（1886）
- 《7到12：一个侦探故事》（1887）
- 《一部戏剧与瑞斯菲的女儿的故事》（1887）
- 《门关了之后》（1888）
- 《被遗忘的的客栈》（1890）
- 《一个关于百万的案件》（1891）
- 《古老的石屋和其他故事》（1891）
- 《辛西娅·韦克厄姆的钱》（1892）
- 《标记为“个人”》（1893）
- 《赫德小姐之谜》（1894）
- 《医生·他的妻子·那个钟》（1895）
- 《艾泽德医生》（1895）
- 《隔壁》（1897）
- 《迷失之人的道路：阿米莉亚·巴特沃斯人生的第二个插曲》（1898）
- 《阿加莎·韦伯》（1899，在2005年由保罗·D·司泊罗为安扎经典文库所编辑）
- 《圆形的研究》（1900）
- 《一个难题》（1900）
- 《我的一个儿子》（1901）
- 《花丝球：关于神秘杰弗里·摩尔案件的完美解决方案》（1903）
- 《紫晶箱》（1905）
- 《在大雾中的房子》（1905）
- 《百万婴儿》（1905，由亚瑟·I·凯勒插图）
- 《行政受赠人的故事》（1907）
- 《花落松树旁的房屋》（19010）
- 《3000美元》（1910）
- 《只有缩写》（1913，封面由亚瑟·凯勒着色）
- 《旷世之谜》（1913）
- 《黑暗的凹陷》（1914）
- 《金拖鞋和維兒蕾特史特蘭奇的其他難題》（1915）
- 《分毫不差，红与黑：2个困惑的人生》（1916）
- 《急箭之谜》（1917）
- 《楼梯上的脚步声》（1923）

## 扩展阅读
- Maida, Patricia D (1989)的 《Mother of Detective Fiction: the life and works of Anna Katharine Green》。 由Bowling Green State University Popular 出版社出版.
- Murch, Alma (1958)的《 The Development of the Detective Novel》由伦敦 P. Owen出版社出版.
- Landrum, Larry (1999)的 《American Mystery and Detective Novels: a Reference Guide》 由在 Westport CT.的Greenwood 出版社出版。